# 皮奥斯
皮奥斯，是西班牙卡斯蒂利亚-拉曼恰瓜达拉哈拉省的一个市镇。总面积19平方公里，总人口620人（2001年），人口密度33人/平方公里。